# 大塚明彦 (技術者)
大塚 明彦（おおつか あきひこ、1962年（昭和37年）  - ）は、トヨタ自動車の技術者である。

## 来歴
大阪府豊中市出身。中学校時代を石川県金沢市で過ごす。大学卒業後、1986年（昭和61年）トヨタ自動車に入社。入社後は車両実験部に配属。ちなみにこの時の上司が後に初代トヨタ・プリウスのCEとなる内山田竹志 (現・代表取締役会長) であった。1994年（平成6年）、欧州の技術拠点 (TMME) に3年間駐在した。1998年（平成10年）、帰国して同時に製品企画本部に異動。この際、当時製品企画担当の役員だった前述の内山田に誘われたのがそのきっかけ。ここでエスティマハイブリッド、アルファードハイブリッドのプロジェクトで製品企画の経験を積む。2004年（平成16年）、3代目プリウスのプロジェクトへ。2007年（平成19年）、3代目プリウスの開発統括責任者へ就任。また、2015年（平成27年）に発売した4代目プリウスの開発統括責任者にも就任した。Mid-size Vehicle Company MS車両実験部長兼同部動的性能開発室長。